# Max in a Taxi
Max in a Taxi è un cortometraggio muto del 1917 diretto da Max Linder e prodotto dalla Essanay di Chicago.

## Produzione
Il film fu prodotto dalla Essanay Film Manufacturing Company.

## Distribuzione
Distribuito dalla K-E-S-E Service, il film - un cortometraggio di due bobine - uscì nelle sale cinematografiche USA il 23 aprile 1917. In Francia, dove fu distribuito il 19 marzo 1920, è conosciuto con il titolo Max et son taxi.